# RADIO GONG SHOW
RADIO GONG SHOW （レディオ・ゴング・ショー）は、CROSS FMで放送されていたラジオ番組。2001年4月7日～2003年3月29日までの毎週土曜日の夜、北九州本社スタジオから生放送された。ナビゲーターは八木徹が務めた。

## 概要
- 「スポーツ＆ミュージック・エンターテイメント・プログラム」と銘打たれ、様々なスポーツの情報にヒット曲を織り交ぜて放送したワイド番組。

## 放送時間
- 2001年4月7日～2002年3月30日 19:00〜22:00
- 2002年4月6日～9月28日 18:30〜22:00 - 後述の「VITAMIN COO」終了により時間延長。
- 2002年10月5日〜10月26日 17:00〜22:00 - 「R2」終了により時間延長、後述の「CROSS SOUND COMPLEX」を内包。
- 2002年11月2日〜2003年3月29日 17:30〜22:00 - 17:00〜17:30に「じみ変 MUSIC BOX」がスタートしたため時間短縮。

## ナビゲーター
- 八木徹

同局ではこの番組が2本目の担当であるが、その前に担当していた「WEEKEND VIEW」は録音であったため、生放送はこの番組が初めてだった。また、2001年4月〜2002年9月末までは毎週土曜日18:00〜18:30に放送された「CATCH UP! HAWKS TOWN HEROES」（福岡ダイエーホークスやホークスタウンの情報を紹介、2002年5月末まで放送）、「CROSS SOUND COMPLEX」（2002年6月スタート、後述）も担当していた。

## コーナー
- CROSS SOUND COMPLEX（2002年10月-2003年3月 18:34〜19:10）

スポンサーは九十九島エスケーファーム。
この番組は2002年6月〜2002年9月までは独立した番組であったが、2002年秋の番組改編によりこの番組に組み込まれた。
- VITAMIN COO（2001年4月-2001年9月 20:15-20:45）

アーティスト番組、ナビゲーターはCOO。
この番組は2001年秋の番組改編により毎週土曜日18:30-19:00に変更、独立した番組となり、2002年3月末、番組改編により終了した。
- JRA SOUNDTRACKS（2001年10月-2002年3月 20:15-20:45）

2001年9月までは「GROOVE TRAIN 9to0」で放送されていたコーナー。スポンサーはJRA日本中央競馬会。
毎週JRAの各競馬場で行われた重賞競走の結果や展望などを紹介。特に小倉競馬場で開催される競走やイヴェントを重点的に紹介した。
- J'S POWER（21:00-21:45）

アビスパ福岡やJリーグなどの情報をJ-POPヒットを織り交ぜて紹介した。スポンサーはコカ・コーラウエストジャパン。
2003年4月からは後番組「CROSS SUPER SATURDAY」に組み込まれた。
| CROSS FM 土曜日夜のワイド番組      | CROSS FM 土曜日夜のワイド番組 | CROSS FM 土曜日夜のワイド番組       |
| 前番組                             | 番組名                        | 次番組                              |
| ---------------------------------- | ----------------------------- | ----------------------------------- |
| SATURDAY AIR DRIVE （18:30-22:00） | RADIO GONG SHOW               | CROSS SUPER SATURDAY（12:00-22:00） |